# Son Roig de Coanegra
Son Roig és una possessió situada a Santa Maria del Camí, a la vall de Coanegra. Estava ocupada per un hort, olivar i muntanya. Molt parcel·lada en l'actualitat, en romanen les cases i, dins elles, les restes d'un antic molí fariner.
Des del s. XIII hi és coneguda l'existència d'un molí d'aigua que en el s. XIV era conegut com a molí Sobirà. Posteriorment el molí i la propietat passà a la família Roig, i en el s. XVII a la família Mates, moliners de Son Mates a la mateixa vall, que en mantengué la titularitat fins al s. XX. Aferrada a les cases de Son Roig hi havia la tafona de Can Millo, confrontant amb el Camí de Coanegra. Hi ha un hort i una zona forestal que s'endinsava dins es Clot des Guix (després se'n varen segregar diferents parcel·les: Can Rei, Ca na Fornera, etc. El molí fariner, mogut per l'aigua de la síquia de Coanegra, es mantengué actiu fins als primers decennis del s. XX.